# Georgina Widerberg

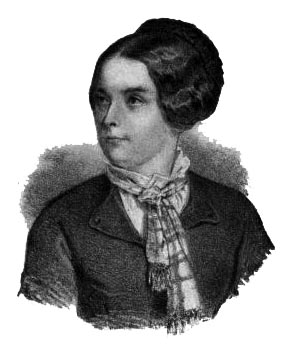
Georgina Widerberg

Clairy Georgina Widerberg (gift Wilson), född 1821 i Stockholm,  död där 30 oktober 1858, var en svensk skådespelare, verksam 1838-1846. 

## Biografi
Widerberg var dotter till operasångaren Henriette Widerberg och den engelske legationssekreteraren Charles Manners S:t George.
Redan 1835 ska Widerberg ha varit elev i små biroller på Djurgårdsteatern. 1838, när Widerberg var 17 år, blev hon medlem i Olof Ulrik Torsslows teatersällskap där hon bland annat spelade en ung Drottning Kristina. Hon uppträdde under denna tid bland annat på Åbo Svenska Teater strax efter dess invigning. Därefter blev hon primadonna vid Lindebergska Mindre teatern 1843–1844 där hon uppskattades inom "finare komedi".  Hon övergick sedan till Fredrik Delands trupp.  
Under sin korta karriär nämns hon som en av det dåtida Sveriges mest populära skådespelerskor utanför Dramaten, särskilt på landsbygden, och hon fick ofta bra kritik. Hon ansågs även vara mycket vacker.  Liksom sin syster, sångaren Julia Liedberg, sades det att hon "lämnade efter sig ett oblandat vackert minne." 
Magnus Jacob Crusenstolpe sade om henne: 
"Hon var en af Sveriges intellektuelt mest bildade skådespelareartister. Klöfverbladet talang, intelligens, behag uppblomstrade hos henne till ett harmoniskt helt."
1846 gifte hon sig med agenten Georg Wilson och slutade då att uppträda. I litteraturen nämns hon även som Georgina Wilson, namnet hon fick efter äktenskapet, men hon var känd som skådespelare under sitt födelsenamn och slutade arbeta när hon gifte sig.

## Roller i urval
- Ringaren i Notre Dame - Esmeralda
- Järnbäraren - Anna
- Kean - Elena
- Ett glas vatten - Drottningen
- Vännen Grandet - Markisinnan